# Warszawski Oddział Przewodników PTTK
Warszawski Oddział Przewodników PTTK – jednostka Polskiego Towarzystwa Turystyczno-Krajoznawczego, działająca na terenie miasta stołecznego Warszawy (powiat warszawski, województwo mazowieckie). Posiada osobowość prawną i własny statut, oparty na Statucie PTTK.
Stowarzyszenie ma siedzibę w kamienicy Hoserów przy Al. Jerozolimskich 51.

## Historia

### Początki działalności (1909–1950)
Przewodnictwo po Warszawie sięga początku XX wieku. W 1906 r. powstało Polskie Towarzystwo Krajoznawcze, a już w 1909 r. zaczęto w jego ramach kształcić przewodników. Kolejny kurs odbył się, mimo wojennych warunków  w 1916 r. Prowadziła go stworzona przez Aleksandra Janowskiego sekcja Miłośników Warszawy. Warszawski Oddział PTK reaktywowany został w marcu 1946 r., a w maju tego roku odbył się pierwszy kurs przewodnicki.

### Koło Przewodnickie (1950–1973)
W 1950 r. przewodnicy działający dotychczas jako Komisja Wycieczkowa PTK utworzyli koło przewodnickie. W tym roku powstało też, po połączeniu PTK i Polskiego Towarzystwa Tatrzańskiego, PTTK. Członkowie Koła byli inicjatorami m.in. uroczystych odpraw wart przed Grobem Nieznanego Żołnierza oraz utworzenia muzeum Marii Skłodowskiej-Curie. Rozbudowana struktura koła była następnie przyczyną przekształcenie go w oddział.

### Warszawski Oddział Przewodnikow (od 1973)
Warszawski Oddział Przewodników PTTK zrzesza 200 przewodników miejskich po Warszawie, terenowych po woj. mazowieckim i pilotów wycieczek. Zajmuje się organizacją kursów i szkoleń dla kandydatów na przewodników.

### Struktura organizacyjna
W strukturze oddziału działalność prowadzą następujące jednostki:
- Warszawskie Koło Przewodników Miejskich (prezes: Dorota Wójcik),
- Warszawskie Koło Przewodników Terenowych (prezes: Maria Hoffmann-Piasecka),

#### Kadencja władz lat 2017-2021
Zarząd Oddziału
- Prezes – Paweł Terlecki
- Wiceprezes – Hanna Kowalska
- Sekretarz – Bartosz Mazurek
- Skarbnik – Marek Grabowski
- Członek – Monika Nowicka
- Członek – Jan Gaudasiński
- Członek – Jerzy Kudlicki

Oddziałowa Komisja Rewizyjna
- Przewodniczący – Jacek Kaczmarek
- Członek – Antoni Baczyński
- Członek – Joanna Lipińska